# Ribaute-les-Tavernes
Ribaute-les-Tavernes ist eine französische Gemeinde mit 2.055 Einwohnern (Stand: 1. Januar 2022) im Département Gard der Region Okzitanien. Sie gehört zum Arrondissement Alès und zum Kanton Alès-1.

## Geographie
Ribaute-les-Tavernes liegt etwa neun Kilometer südlich von Alès. Der Fluss Gardon d’Anduze begrenzt die Gemeinde im Süden und der Gardon d’Alès im Osten. Umgeben wird Ribaute-les-Tavernes von den Nachbargemeinden Saint-Christol-lez-Alès im Norden, Vézénobres im Osten, Cassagnoles im Südosten, Massanes und Cardet im Süden, Lézan im Südwesten, Boisset-et-Gaujac im Westen sowie Bagard im Nordwesten.

## Bevölkerungsentwicklung
| Jahr                       | 1962 | 1968 | 1975 | 1982 | 1990 | 1999 | 2010 | 2020 |
| Einwohner                  | 1008 | 963  | 1011 | 1076 | 1136 | 1258 | 1797 | 2066 |
| Quellen: Cassini und INSEE |      |      |      |      |      |      |      |      |

## Sehenswürdigkeiten
- Schloss Ribaute
- Kirche der Verklärung (Église de la Transfiguration)
- Reformierte Kirche